# Léry (Eure)
Pour les articles homonymes, voir Léry.

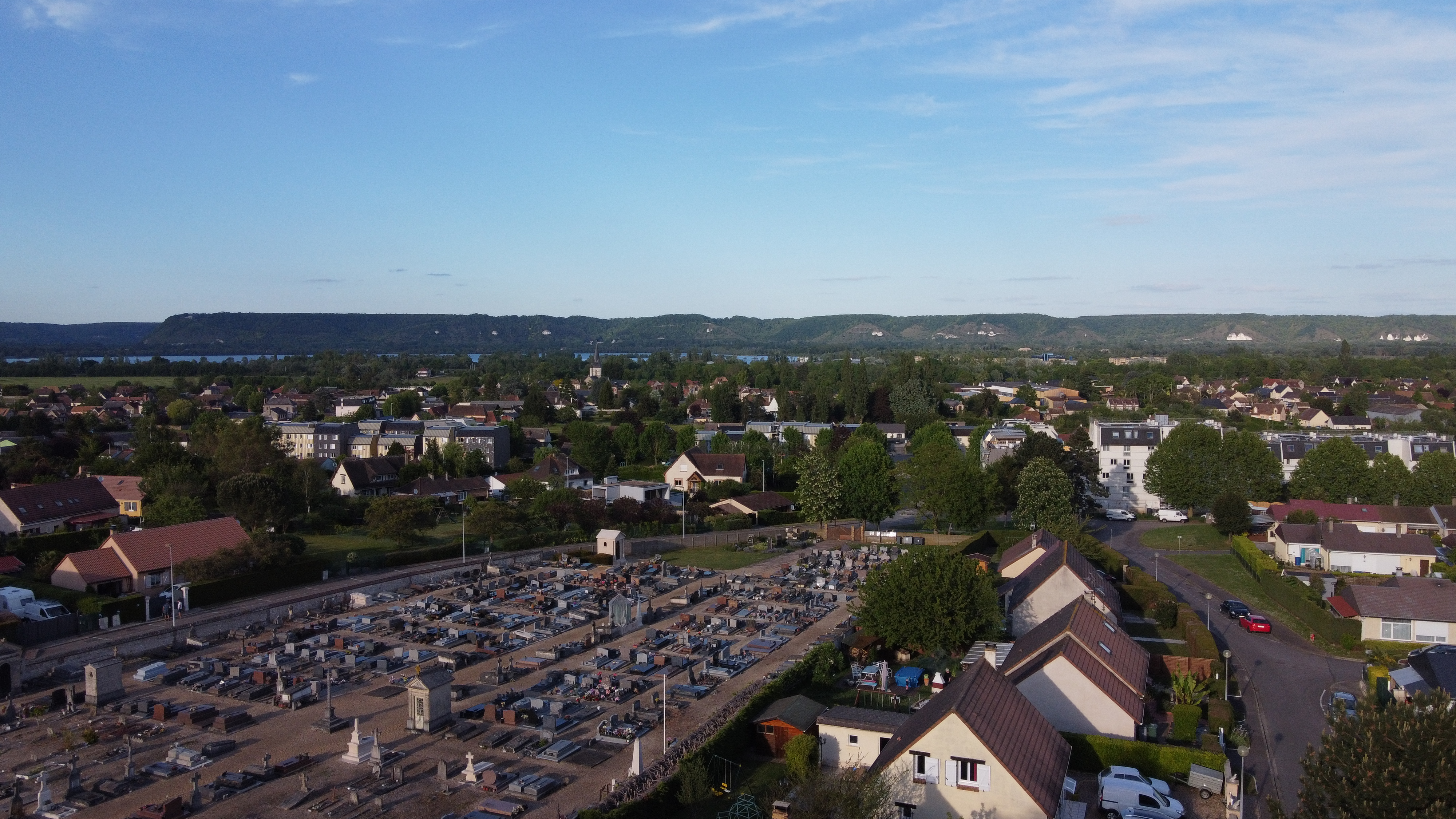
Photo des hauteurs lérysiennes

Léry est une commune française située dans le département de l'Eure, en région Normandie.
Ses habitants sont appelés Lérysiens.

## Géographie
Léry appartient à la communauté d'agglomération Seine-Eure.
La commune compte une superficie totale de 15 km2 et se situe en moyenne à l'altitude de 10 m.
Les villes voisines sont Pont-de-l'Arche, Val-de-Reuil, Le Vaudreuil, Les Damps, Pîtres et Poses.

### Voies de communication et transport
La commune est desservie par la ligne 215 ROUEN - EVREUX du Réseau VTNI et par la ligne 4a, 4b et 5 du Réseau Semo.

### Hydrographie
La commune est située dans le bassin Seine-Normandie. Elle est drainée par l'Eure et un autre petit cours d'eau,.
L'Eure, un canal, chenal et cours d'eau naturel non navigable d'une longueur de 229 km, prend sa source dans la commune de Longny les Villages et se jette  dans la Seine à Saint-Pierre-lès-Elbeuf, après avoir traversé 91 communes.

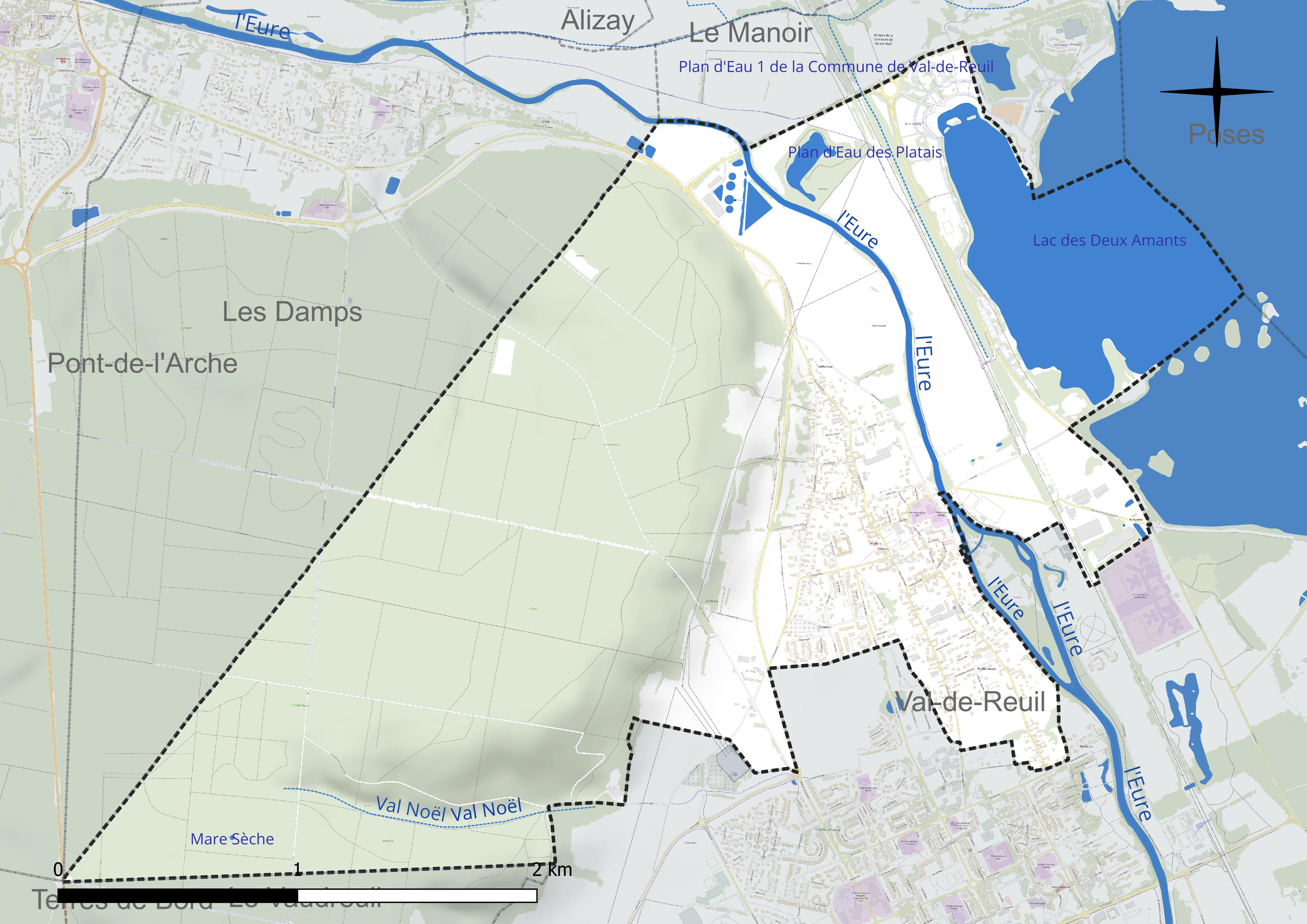
Réseau hydrographique de Léry.

Trois plans d'eau complètent le réseau hydrographique : la mare Sèche (0 ha), le lac des Deux Amants, d'une superficie totale de 362,9 ha (80,5 ha sur la commune) et le plan d'eau des Platais (2,1 ha),.

### Climat
Pour des articles plus généraux, voir Climat de la Normandie et Climat de l'Eure.
En 2010, le climat de la commune est de type climat océanique dégradé des plaines du Centre et du Nord, selon une étude du CNRS s'appuyant sur une série de données couvrant la période 1971-2000. En 2020, Météo-France publie une typologie des climats de la France métropolitaine dans laquelle la commune est exposée à un climat océanique et est dans la région climatique  Côtes de la Manche orientale, caractérisée par un faible ensoleillement (1 550 h/an) ; forte humidité de l’air (plus de 20 h/jour avec humidité relative > 80 % en hiver), vents forts fréquents. Parallèlement le GIEC normand, un groupe régional d’experts sur le climat, différencie quant à lui, dans une étude de 2020, trois grands types de climats pour la région Normandie, nuancés à une échelle plus fine par les facteurs géographiques locaux. La commune est, selon ce zonage, exposée à un « climat des plateaux abrités », correspondant aux plaines agricoles de l’Eure, avec une pluviométrie beaucoup plus faible que dans la plaine de Caen en raison du double effet d’abri provoqué par les collines du Bocage normand et par celles qui s’étendent sur un axe du Pays d'Auge au Perche.
Pour la période 1971-2000, la température annuelle moyenne est de 10,9 °C, avec  une amplitude thermique annuelle de 13,4 °C. Le cumul annuel moyen de précipitations est de 767 mm, avec 12,2 jours de précipitations en janvier et 8,1 jours en juillet. Pour la période 1991-2020, la température moyenne annuelle observée sur la station météorologique la plus proche, située sur la commune de Louviers à 8 km à vol d'oiseau, est de 11,8 °C et le cumul annuel moyen de précipitations est de 719,5 mm,. Pour l'avenir, les paramètres climatiques de la commune estimés pour 2050 selon différents scénarios d’émission de gaz à effet de serre sont consultables sur un site dédié publié par Météo-France en novembre 2022.

## Urbanisme

### Typologie
Au 1er janvier 2024, Léry est catégorisée ceinture urbaine, selon la nouvelle grille communale de densité à 7 niveaux définie par l'Insee en 2022.
Elle appartient à l'unité urbaine de Louviers, une agglomération intra-départementale dont elle est une commune de la banlieue,. Par ailleurs la commune fait partie de l'aire d'attraction de Louviers, dont elle est une commune de la couronne,. Cette aire, qui regroupe 44 communes, est catégorisée dans les aires de 50 000 à moins de 200 000 habitants,.

### Occupation des sols
L'occupation des sols de la commune, telle qu'elle ressort de la base de données européenne d’occupation biophysique des sols Corine Land Cover (CLC), est marquée par l'importance des forêts et milieux semi-naturels (51,3 % en 2018), une proportion identique à celle de 1990 (51,3 %). La répartition détaillée en 2018 est la suivante : 
forêts (48,3 %), terres arables (14,7 %), eaux continentales (9,4 %), zones urbanisées (9 %), zones agricoles hétérogènes (8 %), prairies (4,3 %), milieux à végétation arbustive et/ou herbacée (3 %), espaces verts artificialisés, non agricoles (2,1 %), zones industrielles ou commerciales et réseaux de communication (1,2 %). L'évolution de l’occupation des sols de la commune et de ses infrastructures peut être observée sur les différentes représentations cartographiques du territoire : la carte de Cassini (XVIIIe siècle), la carte d'état-major (1820-1866) et les cartes ou photos aériennes de l'IGN pour la période actuelle (1950 à aujourd'hui).

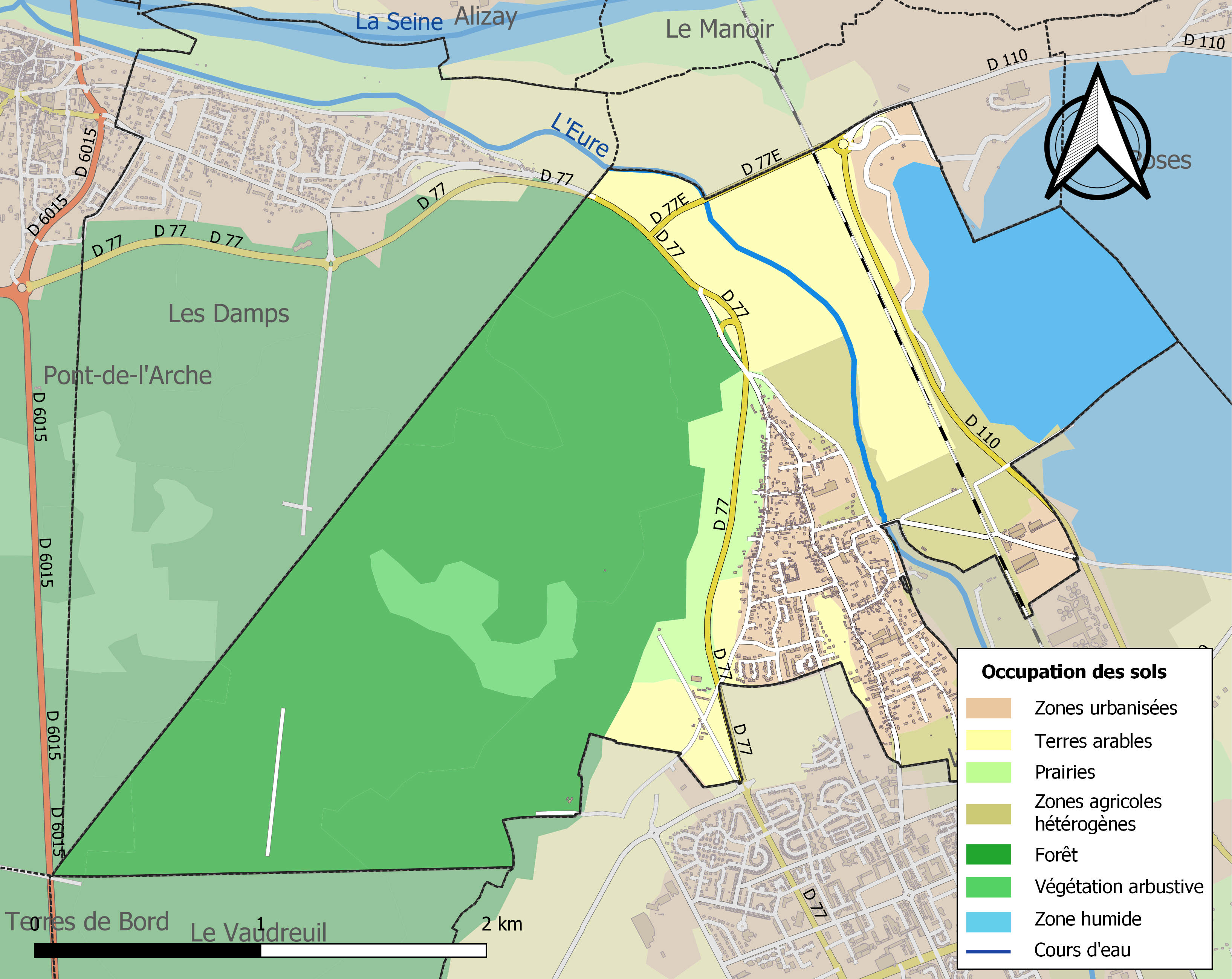
Carte des infrastructures et de l'occupation des sols de la commune en 2018 (CLC).

## Toponymie
Le nom de la localité est attesté sous les formes Leiret et Leretum en 1018 (charte de Richard II) ; Lereti en 1021 et 1025, Leiret et  Liretum (cartulaire de Saint-Étienne de Caen) en 1077 ; Liriacum en 1082 (cart. de la Sainte-Trinité de Caen); Leiret au XIIe siècle ; Leireium en 1174 (ch. de Henri II) ; Leire en 1190 (ch. de fondation de Bonport) ; Laire en 1194 (cart. de Bonport) ; Lerie en 1200 (ch. de Jean sans Terre) ; Lere, Lereii et Leericum en 1201 (ch. de Philippe Auguste) ; Lereium en 1229 ; Leirie et Leireium en 1235 ; Ler en 1284 ; Leiriacum en 1313 (cart. de Bonport) ; Lerey en 1291 (livre des jurés de Saint-Ouen) ; Lhéry en 1513 (chartrier du Vaudreuil) ; Liry en 1809 (Peuchet et Chanlaire).

## Histoire

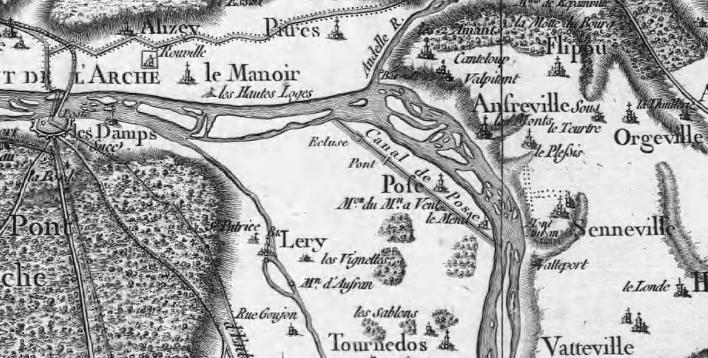
Léry sur la carte de Cassini.

Peuplé dès la période préhistorique puis gallo-romaine, le passé lointain de Léry est très lié à l’histoire du Vaudreuil (Vallis Rodoni) dont le village s’est peu à peu dégagé. Vers 1018, les premières traces écrites du village apparaissent au XIe siècle dans les cartulaires de Richard II et de l’abbaye de Bonport, fondée en 1049 à Pont-de-l'Arche et dont Léry dépendra jusqu’au XVIIIe siècle. Entre la forêt de Bord-Louviers et l’Eure, Léry bénéficie d’une situation exceptionnelle proche de la Seine qui dresse ses falaises à l’est.
De Leretrum à Leriacum, plusieurs formes médiévales latinisées se rencontrent du XIe au  XIVe siècle pour nommer Léry, sans qu’on puisse en expliciter l’origine. Du XIIe siècle est restée la belle église Saint-Ouen de craie et d’ardoise, silhouette caractéristique du village avec sa tour carrée, son porche roman et la croix hosannière. À cette époque, la vigne était cultivée à Léry. Sa culture déclinera au XVIIe siècle au profit du tabac puis, pour les besoins de l’industrie textile encouragée par Colbert, le chardon (ou carde) fleurira dans les champs lérysiens avant d’être utilisé par les cardeurs. Le tournage sur bois, dont les produits servent aux usines de tissage et filatures de la région, constituera également une activité importante de Léry au XIXe siècle.
En 1972, Léry abandonne 601 de ses hectares au profit de la création de la ville nouvelle de Val-de-Reuil. La population, stable autour de 1 000 habitants depuis 1808, s'élève à 2 163 habitants en 1999.

## Politique et administration

### Liste des maires
| Période                                  | Période   | Identité         | Étiquette | Qualité                                                                        |
| ---------------------------------------- | --------- | ---------------- | --------- | ------------------------------------------------------------------------------ |
| 1843                                     |           | Doutté           |           |                                                                                |
| 1850                                     |           | Fumière          |           |                                                                                |
| 1872                                     |           | Papeil           |           |                                                                                |
| 1906                                     | 1912      | A. Louée         |           |                                                                                |
| 1965                                     | 1983      | Raymond Fémel    |           |                                                                                |
| 1983                                     | 1989      | Marcel Mage      |           |                                                                                |
| 1989                                     | 1995      | Pierre Braem     |           |                                                                                |
| 1995                                     | mars 2008 | Claude Manchon   |           | Agriculteur                                                                    |
| mars 2008                                | mars 2014 | Robert Ozeel     |           |                                                                                |
| mars 2014                                | 2020      | Jean-Yves Calais | SE        | Ingénieur conseil                                                              |
| mai 2020                                 | En cours  | Janick Léger     | PS        | Conseillère générale puis départementale du canton de Val-de-Reuil depuis 2001 |
| Les données manquantes sont à compléter. |           |                  |           |                                                                                |

## Démographie

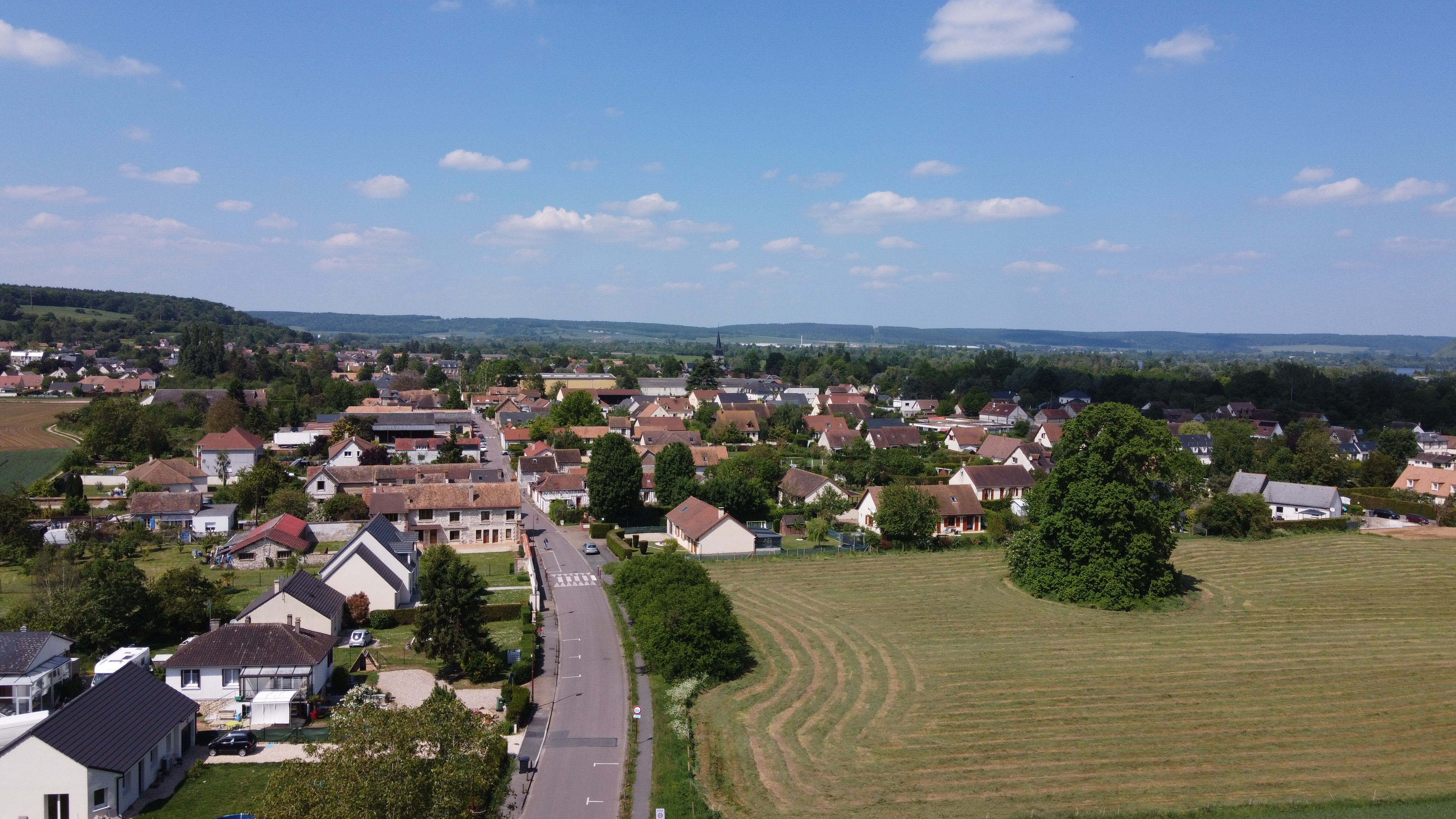
Photo aérienne de Léry.

L'évolution du nombre d'habitants est connue à travers les recensements de la population effectués dans la commune depuis 1793. Pour les communes de moins de 10 000 habitants, une enquête de recensement portant sur toute la population est réalisée tous les cinq ans, les populations de référence des années intermédiaires étant quant à elles estimées par interpolation ou extrapolation. Pour la commune, le premier recensement exhaustif entrant dans le cadre du nouveau dispositif a été réalisé en 2006.

En 2022, la commune comptait 1 984 habitants, en évolution de −4,39 % par rapport à 2016 (Eure : −0,25 %, France hors Mayotte : +2,11 %).
| 1793 | 1800 | 1806  | 1821  | 1831  | 1836  | 1841  | 1846  | 1851  |
| ---- | ---- | ----- | ----- | ----- | ----- | ----- | ----- | ----- |
| 917  | 945  | 1 019 | 1 012 | 1 017 | 1 018 | 1 036 | 1 056 | 1 075 |

| 1856  | 1861 | 1866 | 1872  | 1876  | 1881 | 1886  | 1891  | 1896 |
| ----- | ---- | ---- | ----- | ----- | ---- | ----- | ----- | ---- |
| 1 009 | 994  | 998  | 1 020 | 1 028 | 994  | 1 019 | 1 003 | 983  |

| 1901 | 1906 | 1911 | 1921 | 1926 | 1931 | 1936 | 1946 | 1954 |
| ---- | ---- | ---- | ---- | ---- | ---- | ---- | ---- | ---- |
| 933  | 925  | 907  | 858  | 811  | 864  | 839  | 884  | 914  |

| 1962 | 1968  | 1975  | 1982  | 1990  | 1999  | 2006  | 2011  | 2016  |
| ---- | ----- | ----- | ----- | ----- | ----- | ----- | ----- | ----- |
| 980  | 1 036 | 1 001 | 1 604 | 1 791 | 2 139 | 2 066 | 2 107 | 2 075 |

| 2021  | 2022  | - | - | - | - | - | - | - |
| ----- | ----- | - | - | - | - | - | - | - |
| 1 999 | 1 984 | - | - | - | - | - | - | - |

## Culture locale et patrimoine

### Lieux et monuments

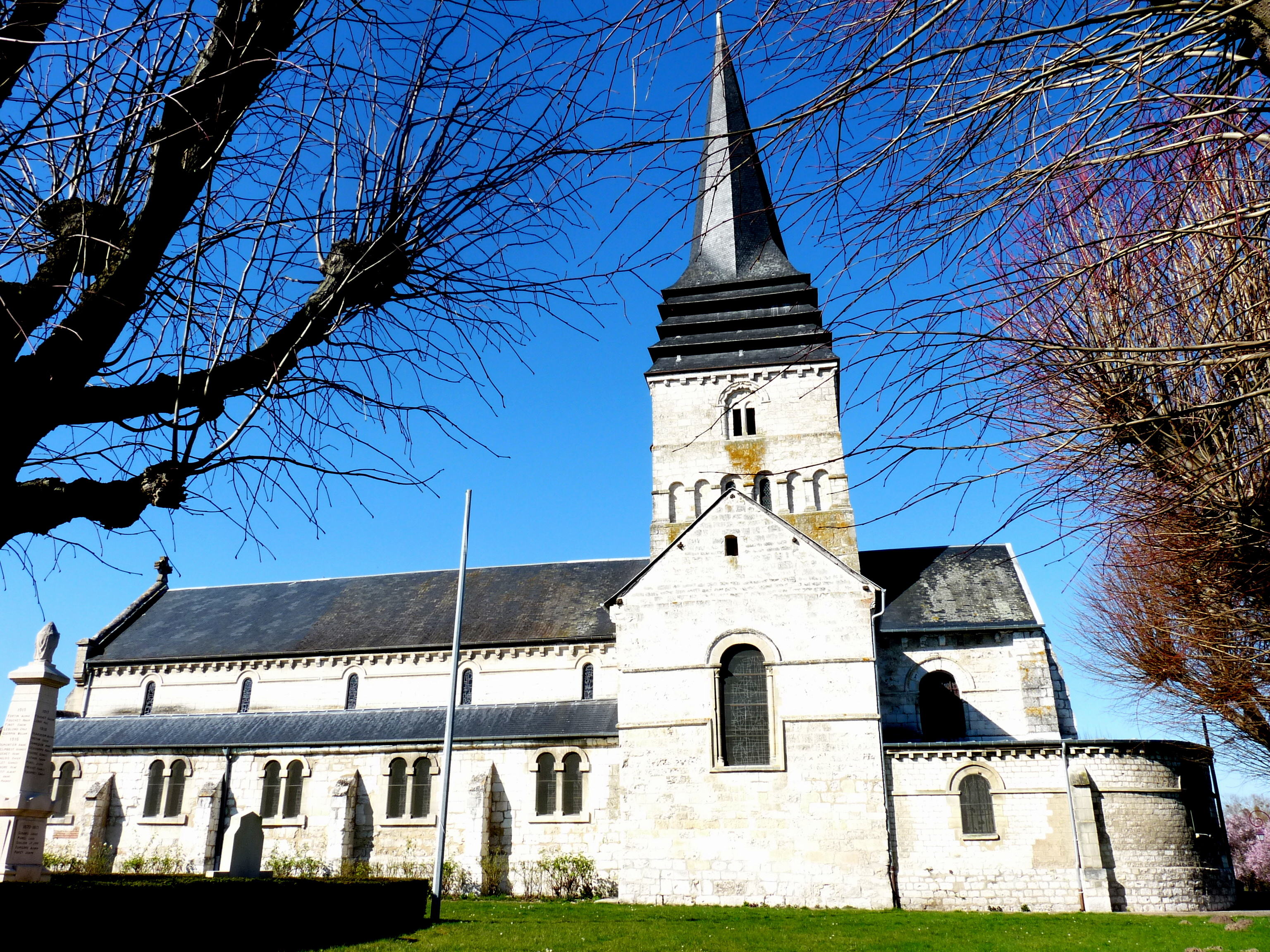
L'église Saint-Ouen.

- Dolmen néolithique des Vignettes, fouillé en 1842, 1874 et 1943. Il faisait partie des neuf sépultures collectives dénombrées pour la seule plaine alluviale de la confluence Seine/Eure. Disparu depuis[23]
- Base régionale de plein air et de loisirs de Léry-Poses en Normandie
- Église Saint-Ouen, XIIe siècle, classée au titre des monuments historiques en 1911[24]. Le diocèse catholique d'Évreux en est l'affectataire par l'intermédiaire de la paroisse Saint-Pierre-des-Deux-Rives qui dessert cette église
- Croix hosannière, dite croix de Léry, inscrite au titre des monuments historiques en 1927[25]
- Ancienne église Saint-André 49° 17′ 16″ N, 1° 12′ 29″ E
- Manoir de la reine Blanche, perdu à partir de 1814 par suite d'incendie[26]

### Personnalités liées à la commune
- Nicolas-Joseph Billot de La Ferrière, dit Florence (1749-1816), acteur, sociétaire de la Comédie-Française.

### Héraldique
| Blason de Léry | Blason  | Écartelé en sautoir ; au 1 d'azur à une fleur de chardon feuillée de deux pièces le tout d'or ; au 2 d'argent à la feuille de tabac de sinople ; au 3 d'argent au fer de moulin aussi de sinople ; au 4 d'azur à la serpe d'argent emmanchée d'or ; sur le tout, en cœur, une voile de planche à voile de gueules chargée d'un léopard surmonté d'une fleur de lys, le tout d'or. |
| Blason de Léry | Détails | Le léopard d'or sur champ de gueules rappelle les armes de la Normandie. Ce blason a été adopté par le conseil municipal le 8 avril 2009. |